# The Devil's Chord
"The Devil's Chord" é o segundo episódio da 14.ª temporada da série de ficção científica britânica Doctor Who. Foi lançado originalmente através do BBC iPlayer e Disney+ em 11 de maio de 2024 junto com o episódio anterior, "Space Babies". Foi escrito por Russell T Davies e dirigido por Ben Chessell, enquanto Jinkx Monsoon também aparece como uma atriz convidada.
No episódio, o alienígena viajante do tempo conhecido como o Doutor (Ncuti Gatwa) e sua acompanhante Ruby Sunday (Millie Gibson) viajam para 1963 para verem os Beatles gravarem seu primeiro álbum, apenas para descobrir que o mundo perdeu o interesse pela música ao serem confrontados pelo misterioso Maestro (Monsoon).
O episódio recebeu críticas geralmente positivas.

## Enredo
Em 1925, um professor de piano mostra ao seu aluno o "acorde do diabo", que invoca um ser chamado Maestro, que consome a essência musical dele, matando-o no processo.
A pedido de Ruby, o Doutor a leva até 1963 para ver os Beatles gravarem seu primeiro álbum no EMI Recording Studios, mas ficam desapontados com a banda durante uma sessão de gravação quando eles cantam uma música mal composta sobre o cachorro de Paul McCartney. Depois de assistirem a sessões semelhantes com Cilla Black e uma orquestra, eles conversam com John Lennon e McCartney e descobrem que o mundo perdeu o gosto pela música.
Temendo os impactos da falta de música na humanidade, o Doutor faz Ruby tocar uma música no piano que convoca Maestro, que sai do piano rindo. O Doutor reconhece essa risada como a mesma risada do Toymaker. Após escapar de Maestro, o Doutor leva Ruby de volta a 2024, descobrindo as ruínas de Londres em um inverno nuclear. Maestro aparece e revela que é filho do Toymaker e explica que planeja erradicar toda a vida do universo, deixando apenas os sons eólios. Maestro afirma que para ser derrotada, o Doutor precisaria encontrar o acorde correto para bani-la, acreditando que seria incapaz de fazê-lo.
O Doutor e Ruby retornam a 1963, onde Maestro tenta tirar a música de Ruby, mas para quando neve começa a cair e "Carol of the Bells" começa a tocar. Maestro afirma que esta música tem muito poder, se questionando se ele é o do "Mais Antigo" e porque ele estaria presente no dia do nascimento de Ruby. Tocando o piano da Sra. Mills, o Doutor tenta encontrar o acorde que baniria Maestro mas não consegue encontrar a nota final do acorde. Maestro manda o piano para fora da sala, prendendo o Doutor e Ruby dentro de instrumentos musicais.
Lennon e McCartney chegam do lado de fora e descobrem o piano, com as notas descobertas do acorde flutuando acima dele. Eles conseguem completá-lo, fazendo com que o piano arraste Maestro para dentro, libertando o Doutor e Ruby. Antes que a tampa se feche, Maestro prenuncia a vinda de "Aquele que Espera" ao Doutor. A música retorna, e o Doutor e Ruby se envolvem em um número musical antes de partirem na TARDIS.

### Continuidade
O Doutor menciona a Ruby que em 1963 ele morava perto de Shoreditch com sua neta Susan, uma referência ao primeiro episódio do programa, An Unearthly Child (1963), onde o Primeiro Doutor e Susan Foreman moravam na TARDIS em um ferro-velho em Shoreditch. O Doutor contempla o destino de Susan após o genocídio dos Senhores do Tempo pelo Mestre em "The Timeless Children" (2020).

## Produção

### Desenvolvimento
"The Devil's Chord" foi escrito por Russell T Davies e dirigido por Ben Chessell, sendo filmado em maio de 2023. Davies disse que o episódio seria o primeiro de muitos a apresentar deuses em guerra. No episódio, o Doutor faz uma piada sobre música diegética. De acordo com Davies, a piada não foi bem recebida pela equipe de produção, que repetidamente sugeriu cortá-la. Apesar disso, foi bem recebido pela crítica.

### Elenco
Jinkx Monsoon aparece como o deus Maestro. Shirley Ballas e Johannes Radebe fazem participações especiais no episódio. A ex-figurinista de Doctor Who, June Hudson, também faz uma aparição especial como uma mulher idosa que é morta por Maestro. O compositor da série, Murray Gold, também faz uma participação especial, tocando piano brevemente no número musical no final do episódio.

### Figurino
"The Devil's Chord" viu o Doutor e Ruby em roupas da época dos anos 1960. O traje do Doutor foi inspirado em imagens dos Rolling Stones. O figurinista Pam Downe desenhou três trajes para Maestro, incluindo uma roupa de teclado, um vestido de teatro e uma roupa de líder de banda americana; o último remonta à aparência do Toymaker como líder de banda em "The Giggle". De acordo com Monsoon, os figurinos foram inspirados em "músicos icônicos" ao longo da história, com a roupa de teatro fazendo referência a Adele e a roupa de líder de banda fazendo referência ao Sargento Pepper dos Beatles.

## Lançamento
O título do episódio foi revelado em dezembro de 2023 na Doctor Who Magazine, antes da revelação do resto dos episódios da 14.ª temporada em 31 de março de 2024.

### Transmissão
"The Devil's Chord" foi transmitido pela BBC One em 11 de maio de 2024, imediatamente após o episódio de abertura da temporada, "Space Babies". Os episódios tiveram uma exibição antecipada exclusiva para a crítica no dia 6 de maio.
O episódio foi transmitido simultaneamente no BBC iPlayer à meia-noite de 11 de maio no Reino Unido e no Disney+ internacionalmente.

## Recepção
| Críticas profissionais:           | Críticas profissionais: |
| Pontuações agregadas              | Pontuações agregadas    |
| Fonte                             | Avaliação               |
| --------------------------------- | ----------------------- |
| Metacritic                        | 72/100                  |
| Rotten Tomatoes (Pontuação Média) | 92%                     |
| Rotten Tomatoes (Tomatometer)     | 8,1/10                  |
| Avaliações da crítica             |                         |
| Fonte                             | Avaliação               |
| Radio Times                       | [ 24 ]                  |
| Evening Standard                  | [ 25 ]                  |
| Total Film                        | [ 26 ]                  |
| Vulture                           | [ 27 ]                  |

### Audiência
Os números de audiência durante a noite de estreia estimam que o episódio foi assistido por 2,6 milhões de pessoas em sua transmissão na BBC One, 200 000 a menos que o episódio anterior. Escrevendo para a Radio Times, Louise Griffin atribuiu a baixa audiência ao lançamento dos episódios no BBC iPlayer quase 20 horas antes.

### Recepção crítica
No site agregador de críticas Rotten Tomatoes, 92% dos 12 críticos deram ao episódio uma crítica positiva. No Metacritic, a estreia dupla da temporada recebeu uma classificação de 72 de 100 com base em 18 avaliações, indicando "avaliações geralmente favoráveis".
Analisando os dois primeiros episódios da temporada, Will Salmon da Total Film deu-lhes quatro de cinco estrelas, achando que "The Devil's Chord" estava "em terreno mais seguro e um episódio mais obviamente agradável ao público" e escrevendo que "Gatwa e Gibson são brilhantes, e Jinkx Monsoon crepita com energia malévola".
A crítica de Hoai-Tran Bui para a Inverse foi mais mista, embora ele tenha descrito o episódio como "um casamento intrigante de ficção científica de alto conceito com campo elevado que oferece uma visão promissora de como poderia ser esta nova era de Doctor Who".